# Mont Pan
Le mont Pan (sinogramme traditionnel : 盤山 ; sinogramme simplifié : 盘山 ; pinyin : pán shān) est une montagne située dans le xian de Ji, à Tianjin, en république populaire de Chine. Elle est située à 120 km du centre de la ville Tianjin et 90 km de Pékin. Elle recouvre une surface de 20 km2 et culmine à 858 m d'altitude.